# Verhojanszki-hegylánc
A Verhojanszki-hegylánc (oroszul Верхоянский хребет [Verhojanszkij hrebet]) Oroszország ázsiai részén, Északkelet-Szibériában elterülő, a Léna és az Aldan völgyét keleten hosszan kísérő hegyvidék. A gyéren lakott terület közigazgatásilag Jakutföldhöz tartozik. 
Elnevezése a Jana folyónévből származik és a folyó forrásvidékére, felső folyására utal (a „verh” szó jelentése: 'fent, felfelé').

## Elhelyezkedése, részei
Kelet-Szibéria két nagy folyója, a Léna és az Aldan alsó szakasza völgyének jobb oldala mentén hatalmas ívet alkotva, 1100–1200 km hosszan nyúlik el (északon a Léna deltájától délen a Tompó völgyéig). Szélessége 100–250 km. Jellemzője az erős aszimmetria: a nyugati oldal lejtői meredekek, bővízű folyói nagy eséssel ereszkednek le a Léna völgyére; a keleti oldal lejtői enyhébbek és folyói kisebb esésűek, hegycsúcsai laposabbak. Gerincén fut a vízválasztó egyfelől a Léna és az Aldan, másfelől a Jana és az Ingyigirka között. A hegylánc számos hegységből és hegyközi medencéből áll.
Legészakibb része a Léna-deltától dél-délnyugat felé húzódó Haraulah-hegyvonulat; északi nyúlványait csupán alacsony dombok alkotják, dél felé fokozatosan emelkedik. Déli folytatása, az Orulgan észak–déli irányú vonulatait jóval magasabb hegyek alkotják, legmagasabb pontja 2389 m. Messze északkelet felé ágazik ki innen a keskeny, alacsony Kular-hegység (1289 m), mely az Omolojt választja el a Jana és mellékfolyói völgyétől. Az északi sarkkörtől délre a hegyvonulatok délkelet felé, az Aldan torkolatától pedig keleti irányban folytatódnak. Itt a hegycsúcsok általában 2000 m fölé magasodnak. 
A Tompó (az Aldan jobb oldali mellékfolyója) völgyén túl a hegylánc dél felé Szette-Daban néven folytatódik [mely kb. a Judoma völgyéig vagy a Maja völgyéig terjed?]; azzal párhuzamosan egy alacsonyabb hegyvonulat fut (Gornosztah vagy Ulahan-Bom néven, 1830 m). Ezt a déli részt azonban nem minden leírás sorolja a hegylánchoz. 

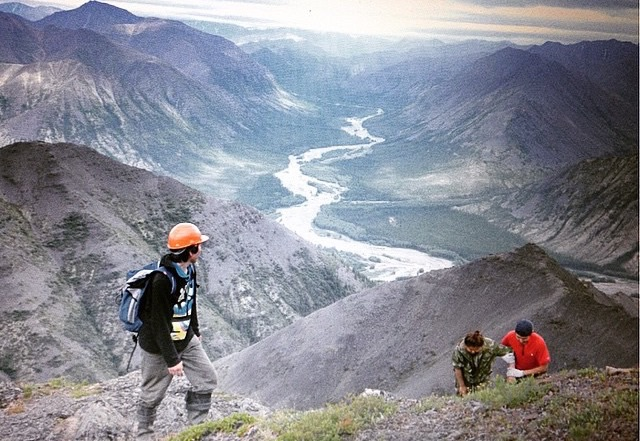
A Szuntar-Hajata-hegységben

Szintén a Tompó felső folyásának völgyétől ágazik ki és délkelet felé 450 km-en át húzódik a Szuntar-Hajata hegyvonulata, mely részben a Habarovszki határterületre is átér. (Többnyire ezt sem a Verhojanszki-hegylánc, hanem a szélesebb értelemben vett Verhojanszki-hegyrendszer részének tekintik, amelynek így számított teljes hossza kb. 1700 km.) Csúcsai 2800 m fölé nyúlnak, és itt található az egész hegyrendszer legmagasabb pontja, a Musz-Haja (2959 m).

## Folyók
A vízválasztó gerincektől nyugatra eredő folyóvizek szűk, gyakran szurdok-szerű medrekben futó hegyi jellegű folyók; a keleti oldalt kisebb sodrású alföldi jellegű folyók jellemzik, melyek a hegyek közül kijutva széles völgyben kanyarognak. 
A hegylánc nyugati oldalán eredő folyóvizek a Léna vízrendszeréhez tartoznak. Közülük a legnagyobbak:
- az Alsó-Léna 400 km-nél hosszabb jobb oldali mellékfolyói: a Menkere (402 km), a Szoboloh-Majan (411 km) és az Ungyuljung (414 km)
- az Alsó-Aldan jobb oldali mellékfolyója, a Tompó (570 km).

A keleti lejtőkön ered a Jana két forrásága: a Szartang (620 km) és a Dulgalah (507 km), valamint legnagyobb bal oldali mellékfolyója, a Bitantaj (586 km). A keleti oldalon ered a Laptyev-tenger egyik öblébe torkolló Omoloj is (593 km).

## Éghajlata
A hegyrendszer legnagyobb részének éghajlata hideg, szélsőségesen kontinentális. Az északi részekre alapvetően a Jeges-tenger fagyos légtömegei vannak hatással. A januári középhőmérséklet -36–38 °C. A tél hideg, de nem annyira, mint a „szomszédos” síkságokon; a hőinverzió következtében ugyanis a magasabb tetőkön enyhébb a hőmérséklet, mint az alacsonyan fekvő medencékben. A hideg évszak a hegyekben 8-9 hónapig tart, és a vastag hótakaró jelentősebb olvadása csak június elején kezdődik. 
A nyár rövid és hűvös, a csapadék zöme a nyári hónapokban érkezik (300–500 mm/év). A távoli Atlanti-óceán felől ide még épp hogy elérő légtömegeknek ez a hegylánc a legkeletibb határa, és a legtöbb csapadékot éppen az Orulgan nyugati hegyoldala kapja (600 mm/év); a keleti lejtők esőárnyékban vannak. A hegyrendszer középső része a legkontinentálisabb (az Aldan alsó folyása), ahol jóval kevesebb a csapadék. A délkeleti részeken az Ohotszki-tengerről nedvességet hozó légtömegek enyhítő hatása érvényesül: ott a hőmérséklet általában magasabb, mint északon, és a csapadék évi mennyisége a Szuntar-Hajatán 700 mm, egyes helyein akár az 1000 mm-t is eléri.
A hegyrendszer kiterjedéséhez képest kevés az eljegesedett terület. A sarkkörtől délre a hóhatár 2300–2600 m között van. Jégárak a legcsapadékosabb magas hegyek (az Orulgan és különösen a Szuntar-Hajata) gerincein találhatók és kb. 1800–2000 m-ig érnek le, de mindenütt visszahúzódóban vannak.
Az egész területre kiterjed az állandóan fagyott altalaj (permafroszt), vastagsága eléri a 700–1000 m-t.

## Növényzete
A hegylánc egyes magassági szintjein a növényzet függőleges övezetessége figyelhető meg.
A hegységeket 1100 m, délkeleten 1300 m tengerszint feletti magasságig a tajga uralja. A tajgaövezet itt jellemzően a ritkás világos-tajga. Kiterjedése délkeleten a legnagyobb, észak felé egyre csökken, a fák egyre alacsonyabbak, az északi tundrán hiányoznak. A hegylánc északi részein a ritka-tajga csupán a terület 11%-át foglalja el. 
A hegyoldalak fő erdőalkotó faja a zord éghajlatot is jól tűrő dauriai vörösfenyő, mely a délkeleti hegyvonulatokon a nyír vékony, satnya változataival keveredik. 
A tajga és a hegyi tundra között átmenetet képez az alhavasi törpecserjék keskeny övezete, melynek jellemzői a ritkás törpefenyő (Pinus pumila), a törpenyír (Betula middendorfii) és az éger egyes fagytűrő fajai (Duschekia fruticosa).
1100–1300 m-től fölfelé a tundrák övezete kezdődik (mohás-, hegyi- vagy köves tundra). A felsőbbrendű növények uralmát 1500–1800 m felett felváltja a zuzmók és litofiták (sziklalakók) növénytársulásainak övezete. A hegyláncon ez az övezet az összes többinél nagyobb területre terjed ki (az összterület mintegy 40%-ára), szerepe csak dél felé csökken. A legmagasabb csúcsok belépnek a hideg sivatagi övezetbe, ahol a növénytakaró teljesen hiányzik.
A folyóvölgyek növényzete a hegyekénél változatosabb; az erdőkben a vörösfenyő egyhangúságát több más fenyőfaj, főként szibériai luc (Picea obovata) élénkíti. Vízparton, ártereken a nyárfa és a fűz egyes jellegzetes fajai (pl. Populus suaveolens, illetve Chosenia arbutifolia) nőnek, nagy területeket rét és mocsár borít.